# Лика Беровска
Лика Стоянова Беровска е българска революционерка от Македония, впоследствие приела идеите на македонизма.

## Биография
Лика Беровска е родена през 1885 година в град Струга. Взема участие в Илинденско-Преображенското въстание. По време на Комунистическата съпротива във Вардарска Македония в къщата ѝ се събират нелегални дейци и се лекуват ранени югославски партизани. Отделно извършва куриерска длъжност. Носител е на Илинденски възпоменателен медал.